# Twin Falls (Southland)
Die Twin Falls sind ein Wasserfall im Fiordland-Nationalpark auf der Südinsel Neuseelands. Er liegt im Lauf eines namenlosen Bachs, der unweit hinter dem Wasserfall in nördlicher Fließrichtung in den Stillwater River mündet. Seine Fallhöhe beträgt 42 Meter.